# Зіад Камаль
Зіад Камаль (араб. زياد كمال, нар. 5 липня 2001) — єгипетський футболіст, півзахисник клубу «Замалек».

## Ігрова кар'єра
Народився 5 липня 2001 року. Вихованець футбольної школи клубу «ЕНППІ Клуб». Дорослу футбольну кар'єру розпочав 2019 року в основній команді того ж клубу, в якій провів чотири сезони, взявши участь у 44 матчах чемпіонату.
Згодом з 2023 по 2024 рік грав у складі команд «Аль-Масрі» та «ЕНППІ Клуб».
До складу клубу «Замалек» приєднався 2024 року. Того ж року став у його складі володарем Кубка конфедерації КАФ.

## Виступи за збірну
2024 року включений до заявки олімпійської збірної Єгипту для участі у футбольному турнірі на Олімпійських іграх у Парижі.

## Статистика виступів

### Статистика клубних виступів
Станом на 22 липня 2024
| Сезон             | Команда           | Чемпіонат         | Чемпіонат | Чемпіонат | Національний кубок | Національний кубок | Національний кубок | Континентальні кубки | Континентальні кубки | Континентальні кубки | Інші змагання | Інші змагання | Інші змагання | Усього | Усього | Усього |
| Сезон             | Команда           | Ліга              | Ігор      | Голів     | Ліга               | Ігор               | Голів              | Ліга                 | Ігор                 | Голів                | Ліга          | Ігор          | Голів         | Ігор   | Голів  |        |
| ----------------- | ----------------- | ----------------- | --------- | --------- | ------------------ | ------------------ | ------------------ | -------------------- | -------------------- | -------------------- | ------------- | ------------- | ------------- | ------ | ------ | ------ |
| 2019–20           | «ЕНППІ Клуб»      | 1Л                | 17        | 0         | КЄ                 | 0                  | 0                  |                      | -                    | -                    |               | -             | -             | 17     | 0      |        |
| 2020–21           | «ЕНППІ Клуб»      | 1Л                | 8         | 1         | КЄ                 | 0                  | 0                  |                      | -                    | -                    |               | -             | -             | 8      | 1      |        |
| 2021–22           | «ЕНППІ Клуб»      | 1Л                | 17        | 0         | КЄ                 | 0                  | 0                  |                      | -                    | -                    |               | -             | -             | 17     | 0      |        |
| 2022-січ. 2023    | «ЕНППІ Клуб»      | 1Л                | 2         | 0         | КЄ                 | 1                  | 0                  |                      | -                    | -                    |               | -             | -             | 3      | 0      |        |
| січ.-черв, 2023   | «Аль-Масрі»       | 1Л                | 6         | 0         | КЄ                 | 0                  | 0                  |                      | -                    | -                    |               | -             | -             | 6      | 0      |        |
| 2023-січ. 2024    | «ЕНППІ Клуб»      | 1Л                | 6         | 2         | КЄ                 | 0                  | 0                  |                      | -                    | -                    |               | -             | -             | 6      | 2      |        |
| січ.-черв. 2024   | «Замалек»         | 1Л                | 8         | 0         | КЄ                 | 0                  | 0                  | ККК                  | 3                    | 0                    |               | -             | -             | 11     | 0      |        |
| Усього за кар'єру | Усього за кар'єру | Усього за кар'єру | 64        | 3         |                    | 1                  | 0                  |                      | 3                    | 0                    |               | -             | -             | 68     | 3      |        |

## Титули і досягнення
- Володар Кубка конфедерації КАФ (1):

«Замалек»: 2023–2024